# 탄투니

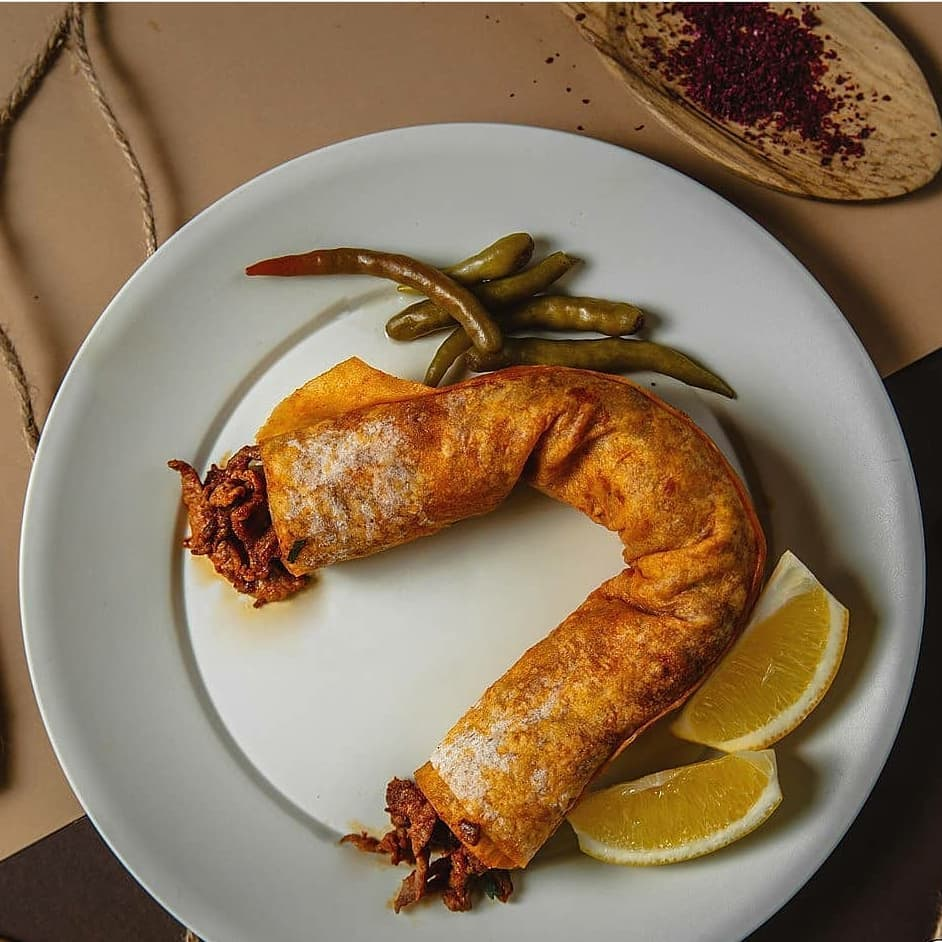
탄투니

탄투니(Tantuni)는 채 썬 쇠고기 또는 때로는 양고기를 사즈에 목화 기름을 살짝 두르고 볶은 매콤한 요리이다. 튀르키예의 메르신의 특산물이다.
탄투니에 들어가는 고기는 먼저 으깬 후 소금물에 삶고, 목화 기름에 튀긴다. 그런 다음 다진 양파, 다진 껍질 없는 토마토 조각, 풋고추, 파슬리와 함께 라바시 빵에 싸서 만든다. 완성된 재료는 후추, 소금과 다른 향신료로 간을 하고 라바시 빵에 싸서 제공된다.

## 인기 문화
최근 패스트푸드의 유행과 함께 탄투니는 햄버거나 피자와 같은 다른 유사한 음식에 비해 더 건강하고 전통적인 대안이 되었다. 보통 아이란과 고추 장아찌와 함께 제공된다.

## 같이 보기
- 튀르키예 요리